# آندي وارهول
آندي وارهول (بالإنجليزية: Andy Warhol) (6 أغسطس 1928 - 22 فبراير 1987) كان فناناً أمريكياً. يعد من أشهر فناني الولايات المتحدة للنصف الثاني من القرن 20. كان رساماً يقوم بالطباعة بالشاشة الحريرية، كما كان صانع أفلام مرتبطاً بحركة فن البوب في الولايات المتحدة (1930 - 1987). أسس مجلة «إنترفيو» (Interview) في عام 1973. في مدينة بيتسبرغ(بنسيلفينيا) يوجد متحف باسمه، يحتوي على العديد من أعماله، وافتتح في عام 1994.
من أعماله المشهورة صورة لعلبة حساء الطماطم (Campbell's)، ولوحات لعلب الكولا، ولوحات للممثلة مارلين مونرو. من بين أعماله الفيلمية: "The Chelsea Girls" (عام 1966)، و"Trash" (عام 1971)، و"L'Amour" (عام 1973). مع بول موريسي صنع أيضاً عدة أفلام أخرى: "Frankenstein" و"Dracula" (كلاهما في 1974).

## حياته
ولد في 6 أغسطس 1928 في مدينة بيتسبرغ باسم «آندرو وارهولا» (Andrew Warhola)، لأبوين تشيكيي الأصل. تخرج من معهد كارنيجي للتكنولوجيا في عام 1949 ثم انتقل إلى مدينة نيويورك. بدأ العمل كفنان تجاري، فصمم العديد من الإعلانات وعروض النوافذ للمتاجر. أولى أعماله المعروفة ظهرت في أغسطس عام 1949 حينما طلب منه تصوير مقالة لمجلة غلامور. في يونيو عام 1968 أطلق عليه النار بواسطة فاليري سولاناس، وأصيب بجروح خطيرة. تلك الحادثة كانت محور أحد الأفلام اللاحقة ("I Shot Andy Warhol" في عام 1996) وكذلك أغنية للو ريد ("I Believe" في عام 1990).

## روابط خارجية
- آندي وارهول على موقع IMDb (الإنجليزية)
- آندي وارهول على موقع الموسوعة البريطانية (الإنجليزية)
- آندي وارهول على موقع روتن توميتوز (الإنجليزية)
- آندي وارهول على موقع مونزينجر (الألمانية)
- آندي وارهول على موقع ألو سيني (الفرنسية)
- آندي وارهول على موقع ميوزك برينز (الإنجليزية)
- آندي وارهول على موقع أول موفي (الإنجليزية)
- آندي وارهول على موقع قاعدة بيانات برودواي على الإنترنت (الإنجليزية)
- آندي وارهول على موقع قاعدة بيانات الأفلام السويدية (السويدية)
- آندي وارهول على موقع إن إن دي بي (الإنجليزية)